# Bufo cristinae
Bufo cristinae là một loài cóc thuộc họ Bufonidae.
Loài này có ở Colombia và có thể cả Brasil.
Môi trường sống tự nhiên của chúng là rừng ẩm vùng đất thấp nhiệt đới hoặc cận nhiệt đới và sông ngòi.